# Нигерия
Ниге́рия (англ. Nigeria [naɪ̯ˈdʒɪɹɪ̯ə]), полное название: Федерати́вная Респу́блика Ниге́рия (англ. Federal Republic of Nigeria [ˈfedərəl rɪˈpʌblɪk ɒv naɪ̯ˈdʒɪɹɪ̯ə]; игбо Ọ̀hàńjíkọ̀ Ọ̀hànézè Naìjíríyà; йоруба Orílẹ̀-èdè Olómìnira Àpapọ̀ ilẹ̀ Nàìjíríà; хауса Jamhuriyar Tarayyar Najeriya; фула Republik Federaal bu Niiseriya) — государство в Западной Африке. Площадь территории Нигерии составляет 923 768 км2 — по этому показателю страна занимает 14-е место в Африке и 31-е — в мире. По численности населения превосходит все остальные африканские страны: население, по данным на 2020 год, составило 210 миллионов человек, являясь шестым в мире.
Расположена в Западной Африке. Омывается водами Атлантического океана. Граничит на западе с Бенином, на севере — с Нигером, на северо-востоке с Чадом, на востоке — с Камеруном. Подразделяется на 36 штатов и одну федеральную столичную территорию, которые, в свою очередь, делятся на 774 района местного управления.
Столица — Абуджа; до 12 декабря 1991 года столицей являлся Лагос — крупнейший город страны и Африки в целом.
Государственный язык — английский. Всего в стране насчитывается более 500 языков; значительная часть населения владеет двумя и более.
Федеративное государство, президентская республика. По итогам очередных президентских выборов, состоявшихся 25 февраля 2023 года, Бола Тинубу был избран на пост главы государства: его президентский срок начался 29 мая 2023 года. Пост вице-президента на предстоящие 4 года занял Кашим Шеттима.
Отличается значительным этнокультурным разнообразием. Среди жителей примерно одинаковое количество исповедующих ислам и христианство; по численности мусульман страна занимает первое место в Африке.
Преимущественно аграрная страна с большими запасами нефтяных и прочих природных ресурсов, член ОПЕК. ВВП по ППС на 2019 год составил 1,169 трлн долларов (1-е  место в Африке, 24-е место в мире), на душу населения — 5 967 долларов (132-е место в мире). Денежная единица — нигерийская найра.
Независимость страны была провозглашена 1 октября 1960 года. В 1912—1960 годах она была колонией Великобритании. В 1900—1914 гг. была разделена на 2 части — Северную и Южную.

## Этимология
Топоним «Нигерия» образован от одноимённого гидронима — названия реки Нигер. Топоним, как часть политико-административных названий (Северная и Южная Нигерия), используется с 1900 года; в качестве названия страны Британская Нигерия — с 1914 года.

## Физико-географическая характеристика

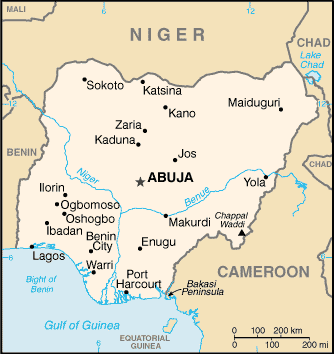
Карта Нигерии

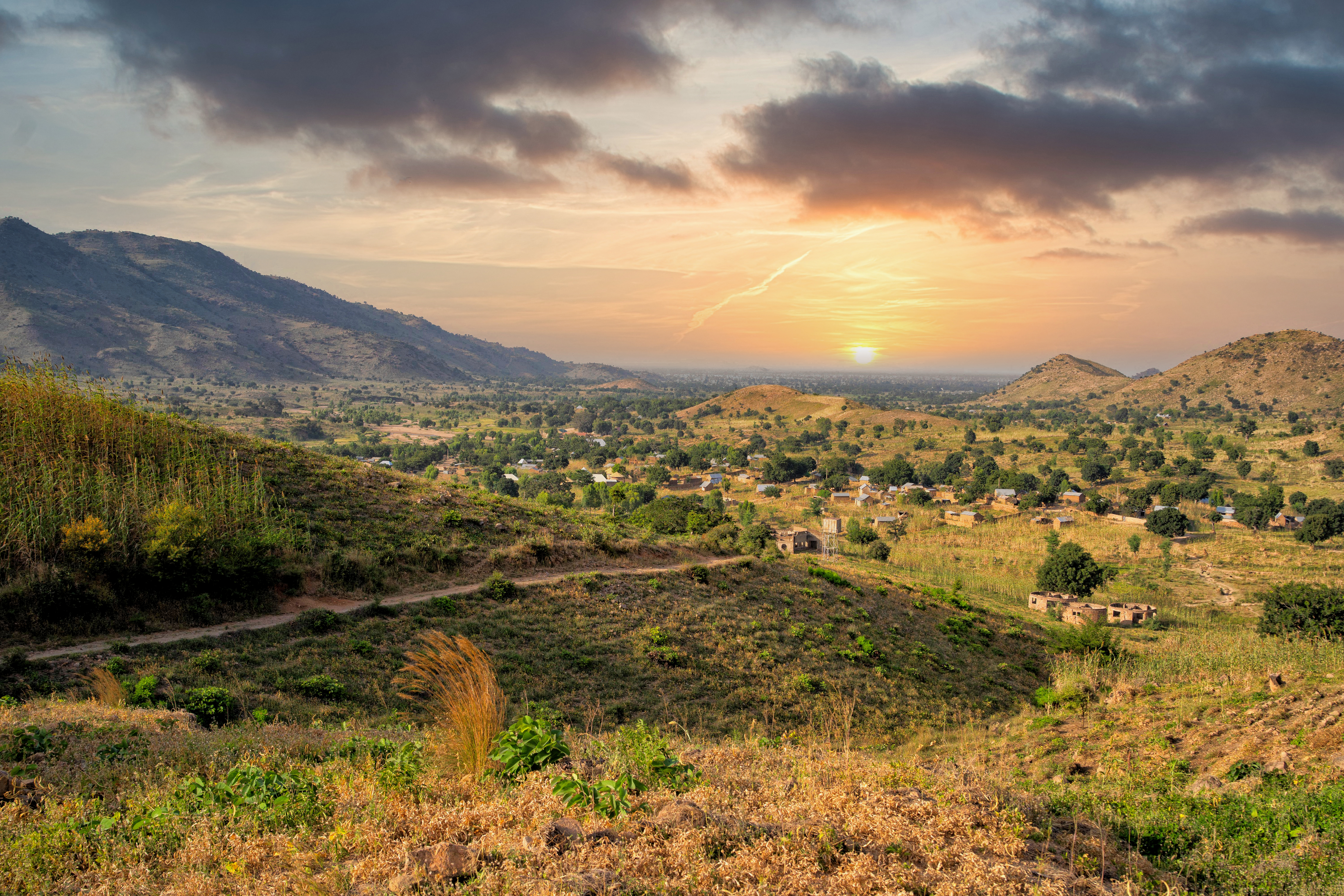
Природа страны

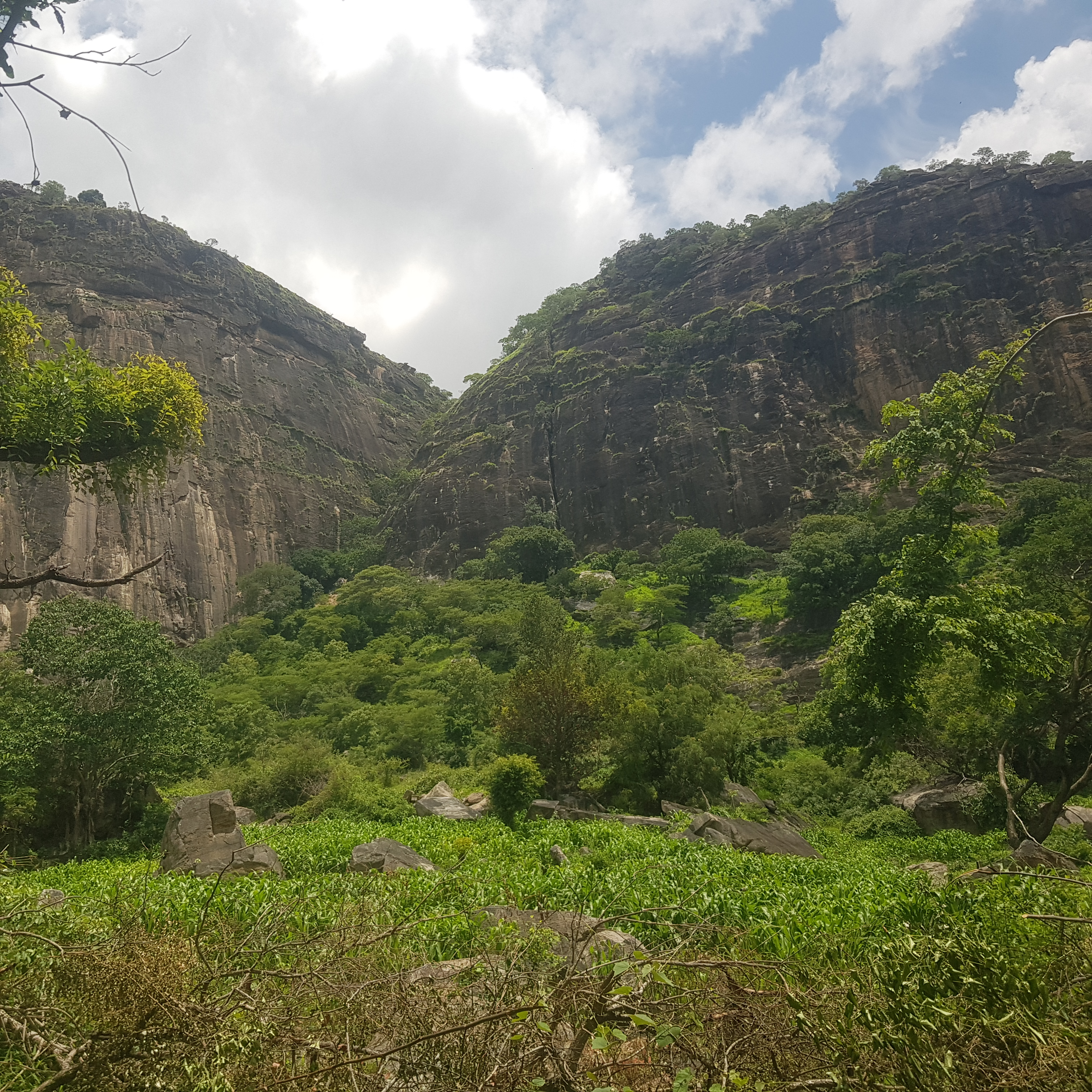
Возвышенности в Нигерии

Нигерия расположена в Западной Африке, на побережье Гвинейского залива и занимает площадь в 923 768 км², являясь 32-й страной в мире и 14-й в Африке по территории. Общая длина государственной границы составляет 4047 км: на западе с Бенином — 773 км, на севере с Нигером — 1497 км, на северо-востоке с Чадом — 87 км, на востоке с Камеруном — 1690 км; линия побережья составляет 853 км.
Наивысшая точка страны — гора Чаппал-Вадди (2419 м) — расположена в штате Тарабе, вблизи нигерийско-камерунской границы.
Реки Нигер и Бенуэ делят страну на две части: в южной части расположена Приморская равнина, в северной преобладают невысокие плоскогорья. Бо́льшую территорию страны занимает Приморская равнина, образованная, в основном, речными наносами. На западе равнины вдоль побережья расположена цепь песчаных кос, которые соединяются друг с другом и Гвинейским заливом.
Севернее Приморской равнины территория страны переходит в невысокое плоскогорье — плато Йоруба к западу от реки Нигер и плато Уди к востоку. Далее располагается Северное плоскогорье, высота которого меняется от 400-600 м до более 1000 м.
Наиболее высокой является центральная часть Северного плоскогорья плато Джос, высшая точка которого — гора Шере (1735 м). На северо-западе Северное плоскогорье переходит в равнину Сокото, на северо-востоке — в равнину Борн.

## История
1 октября 1960 года Нигерия, которая до этого была британской колонией в Западной Африке, стала независимым государством. Первое правительство независимой Нигерии основывалось на коалиции партий НСНК и СНК, премьер-министром стал представитель СНК Абубакар Тафава Балева. После провозглашения в 1963 году Нигерии республикой пост президента занял Ннамди Азикиве (представитель НСНГ). Оппозиция была представлена Группой действия во главе с Обафеми Аволово. Региональные правительства возглавили: на Севере лидер СНК Ахмаду Белло, на Западе Сэмуэл Акинтола из Группы действия и на Востоке представитель НСНГ Майкл Окпара. В 1963 году на территории восточной части Западной Нигерии была образована четвёртая область Средне-Западная. На состоявшихся в 1964 выборах в этом регионе победу одержал НСНГ.
В январе 1966 года группа офицеров-игбо совершила военный переворот. Короткий период Первой республики закончился. Военные попытались учредить в Нигерии унитарное государство, разделённое на провинции. Северо-нигерийские мусульмане сочли переворот угрозой своим интересам, по всей стране вспыхнули межэтнические столкновения. В конце июля военные части, состоящие из солдат-северян, совершили новый военный переворот. Главой государства стал подполковник, впоследствии генерал, Якубу Говон, правил с 1966 по 1975 год.
На севере возобновились преследования игбо, были убиты тысячи человек, что привело к массовому бегству игбо на восток, их попыткам создать государство Биафра и Гражданской войне 1967—1970 годов. Страна возвратилась к федеративной системе.

### Гражданская война 1967—1970 годов
Политические партии страны находились под запретом в периоды 1966—1978, 1984—1989 и 1993—1998 гг. В 1975 году Говон был свергнут группой офицеров под руководством Мурталы Мухаммеда, который был известен своим нетерпимым отношением к коррупции и недисциплинированности. Считается, что обнародованная и начатая им программа борьбы с этими явлениями в обществе могла бы увенчаться достойными результатами, однако сам Мухаммед был убит в феврале 1976 года при очередной, на сей раз неудачной, попытке переворота, которую организовал подполковник Бука Сука Димка. Сменивший его Олусегун Обасанджо передал, как и предполагалось изначально, власть гражданскому правительству, которое возглавил Шеху Шагари, избранный на этот пост при очень сомнительных обстоятельствах.
В 1979 году была принята новая конституция, положившая начало Второй республике.
В 1983 году администрацию Шагари, погрязшую в коррупции и деспотизме, сместила новая группа военных, руководивших затем страной практически без перерыва полтора десятилетия. В 1993 году были проведены выборы, однако победившему на них Мошуду Абиоле, этническому йоруба, военные, в основном, представители северных этносов, власть передать отказались.

### Четвёртая республика
В 1998 году, в период подготовки выдвижения военного диктатора страны Сани Абачи в президенты, он умер, а сменивший его Абдусалам Абубакар передал всё-таки власть гражданским. Президентские выборы выиграл генерал в отставке, представитель христианской общины Олусегун Обасанджо. Был достигнут межконфессиональный консенсус, согласно которому на посту президента должны сменять друг друга представители мусульманской и христианской общины. Обасанджо пробыл на своём посту два срока, пытался путём различных манипуляций добиться внесения изменений в конституцию, чтобы баллотироваться на третий срок, но не преуспел в этом. Однако новым президентом в 2007 году был выбран его ставленник мусульманин Умару Яр-Адуа.
В 2003 году произошла вспышка беспорядков в штате Плато.
В 2006 году в Нигерии имели место акты межобщинного насилия между мусульманами хауса и христианами. За февраль в стычках погибли свыше ста человек. В сентябре межрелигиозные столкновения имели место в штате Джигаве.
В ноябре 2008 года в городе Джосе вновь вспыхнули беспорядки между мусульманами и христианами, жертвами которых стали около 300 человек. Поводом для беспорядков стала победа на местных выборах мусульманской партии, представляющей интересы народа хауса.
13 января 2010 года федеральный суд Нигерии передал вице-президенту страны Гудлаку Джонатану полномочия президента, поскольку ранее избранный президент Умару Яр-Адуа проходил длительный курс лечения в Саудовской Аравии. 9 февраля 2010 года Сенат Нигерии подтвердил передачу полномочий.
В марте 2010 года Джонатан распустил Кабинет министров, доставшийся ему от предыдущего президента и приступил к назначению новых министров, чем вызвал недовольство в среде сторонников Умару Яр-Адуа.
В марте 2010 года в результате кровавых столкновений между христианами и мусульманами в провинции Плато (Plateau) погибло более 500 человек.
5 мая 2010 года Президент Умару Яр-Адуа скончался в возрасте 58 лет у себя на вилле в столице Нигерии, куда он вернулся в феврале после курса лечения за границей.
6 мая 2010 года Гудлак Джонатан принял присягу в качестве нового президента Нигерии. Он оставался на своём посту до истечения срока своего скончавшегося предшественника. 16 апреля 2011 года в Нигерии прошли президентские выборы, победу на которых одержал действующий Президент Джонатан.
В марте 2015 года прошли выборы, на которых победил Мохаммаду Бухари. 29 мая 2015 года Мохаммаду Бухари принял присягу в качестве нового Президента Нигерии.
С первой половины 2000-х и по настоящее время на территории Нигерии и соседних стран действует террористическая исламистская группировка «Боко Харам», которая выступает за принятие норм шариата и искоренение «атрибутов Запада» (светского образования, выборов и т. д).

## Государственное устройство
Формально Нигерия является многопартийной президентской республикой. Согласно Economist Intelligence Unit страна в 2018 была классифицирована по индексу демократии как гибридный режим.

### Законодательная власть
Законодательная власть принадлежит двухпалатной Национальной ассамблее (англ. The National Assembly of the Federal Republic of Nigeria).
Верхняя палата — Сенат (109 мест). Сенаторы избираются по мажоритарной системе относительного большинства в 36 трёхмандатных и одном одномандатном округе. Председатель Сената избирается непрямым голосованием из сенаторов.
Нижняя палата — Палата представителей (360 мест). Депутаты избираются по мажоритарной системе относительного большинства. Срок полномочий всех депутатов 4 года.
73 места в Сенате и 213 — в Палате представителей находятся под контролем пропрезидентской Народно-демократической партии (НДП) (центристы). У Всенародной партии (консерваторы) 28 и 95 мест соответственно.

### Исполнительная власть
Нигерия — президентская республика. Президент является главой государства и главнокомандующим вооружёнными силами. Избирается всеобщим прямым тайным голосованием сроком на 4 года и может занимать пост не более двух сроков подряд. В мае 2006 года Сенат отказался утвердить конституционную поправку, дающую возможность президенту избираться на третий срок.

### Вооружённые силы
Сухопутные силы — 100 тыс. чел., восемь дивизий (2 механизированные, 3 моторизованные, 2 смешанные, 1 танковая), а также гвардейская бригада, размещённая в столице.
Военно-воздушные силы — 10 тыс. чел., по мнению иностранных экспертов авиапарк небоеспособен.
Военно-морские силы — 8 тыс. чел., 1 фрегат, 1 корвет, 2 ракетных катера, 3 патрульных судна.

### Внешняя политика
7 октября 1960 года Нигерия была принята в ООН и с тех пор является членом Экономической комиссии для Африки и практически всех нерегиональных специализированных агентств. Является также членом Содружества наций, Группы 77, Африканского союза, Всемирной торговой организации. С июня 1971 года Нигерия является членом ОПЕК, также состоит в ряде региональных организаций: Комитете по бассейну Нигера и Комиссии по бассейну озера Чад. Входит в международную организацию стран АКТ.

## Административное деление
Территория Нигерии разделена на 36 штатов (англ. state) и одну федеральную столичную территорию (Federal Capital Territory), которые в свою очередь, делятся на 774 территорий местного управления (Local Government Area, LGA).
После получения независимости, в 1960 году Нигерия состояла из трёх областей, сформированных по этно-религиозному принципу: Северной (центр — Кадуна, основное население хауса), Западной (центр — Ибадан, основное население йоруба) и Восточной (центр — Энугу, основные народы игбо, эдо (бини) и ибибио). В 1963 году из двух провинций Западной области была образована Средне-Западная область.
В 1967 году области были расформированы и заменены 12 штатами, напрямую подчинёнными федеральному правительству, только бывшая Средне-Западная область избежала дробления. В 1976 году были образованы ещё 9 штатов, а также федеральная столичная территория, ныне Абуджа. В 1987 году были образованы 2 новых штата, в 1991 году — 9, в 1996 году — 6.

## Города
В Нигерии, по меньшей мере, шесть городов имеют население более 1 миллиона человек: Лагос, Кано, Ибадан, Кадуна, Порт-Харкорт и Бенин-Сити. В Лагосе проживает более 10 миллионов человек, это один из крупнейших городов Африки и мира.

## Население

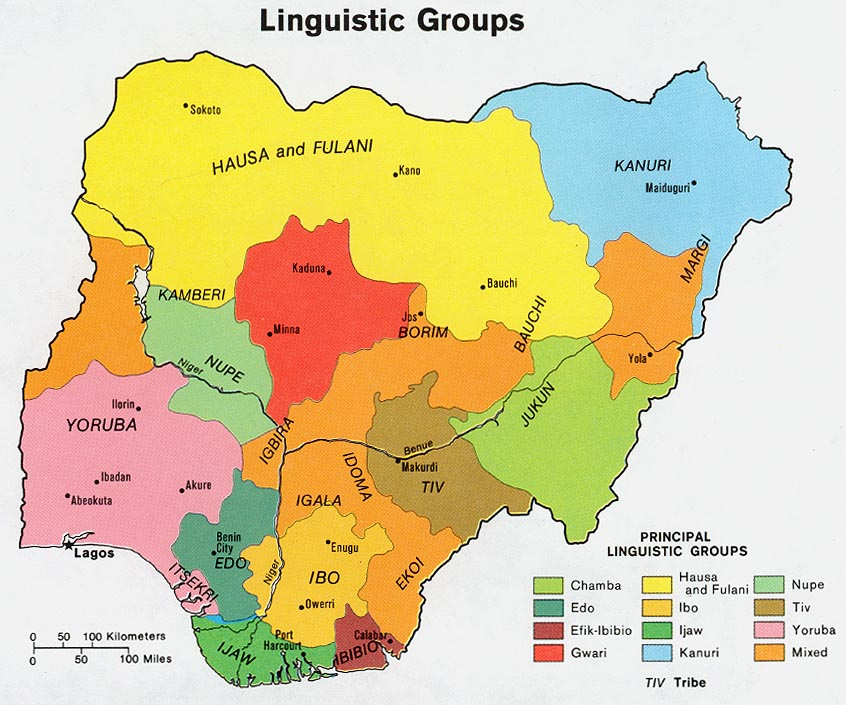
Народы Нигерии

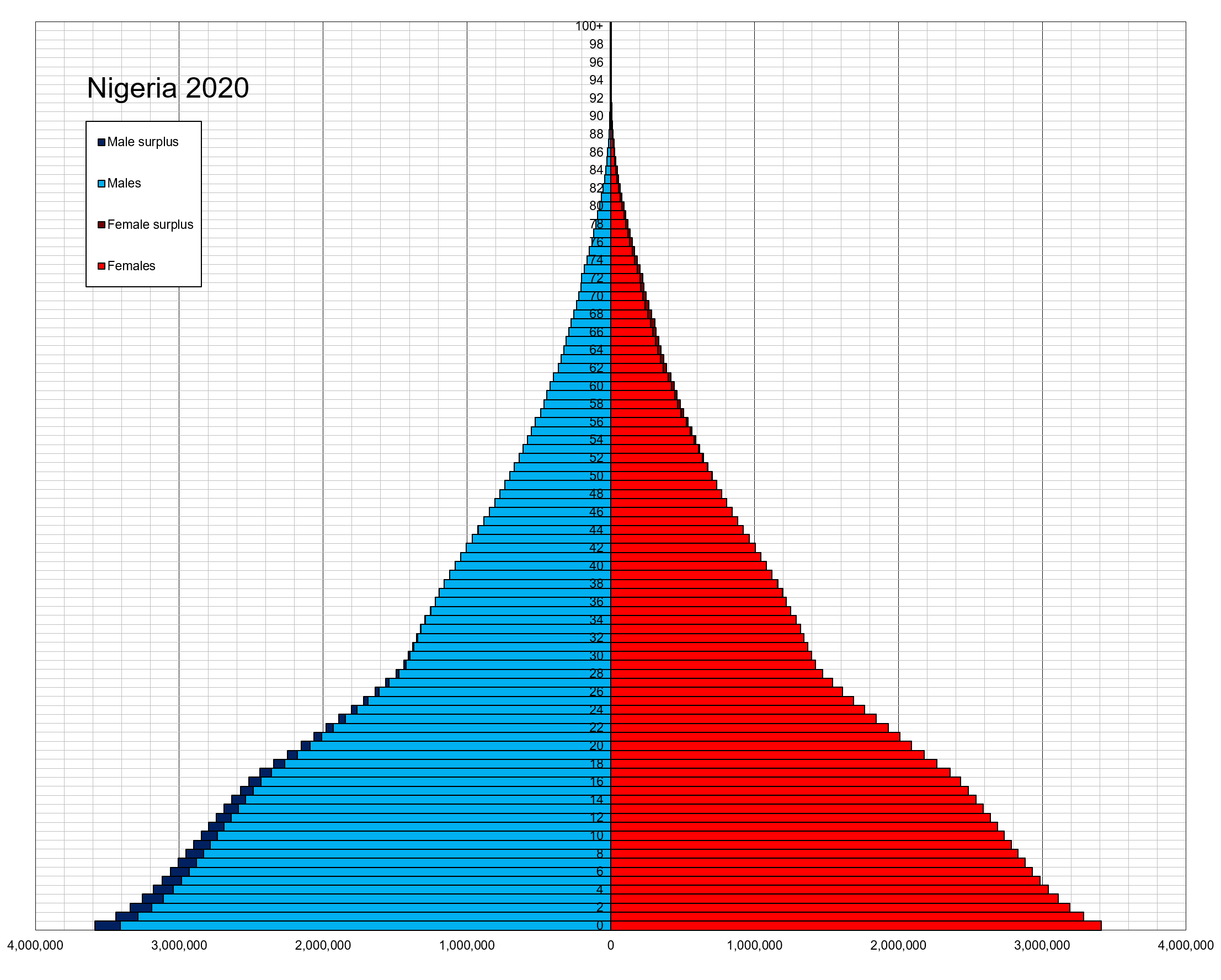
Возрастно-половая пирамида населения Нигерии на 2020 год

Численность населения Нигерии — свыше 210 млн человек (оценка на 2020 год, 7-е место в мире). По прогнозам учёных из Вашингтонского университета, высказанным в медицинском журнале The Lancet 14 июля 2020 года, население Нигерии к 2100 году вырастет до 791 миллиона человек, что сделает её второй по населению страной в мире после Индии, где к тому времени население снизится до 1,09 миллиарда человек, а Китай будет только третьей по населению страной в мире, так его население снизится до 732 миллионов человек.
Основные показатели:
- годовой прирост — 2,53 %;
- фертильность — 4,72 рождений на женщину;
- младенческая смертность — 59,8 на 1000 (12-е место в мире);
- материнская смертность — 9,17 на 1000 (4-е место в мире);
- средняя продолжительность жизни — 60,4 лет в целом (58,6 лет у мужчин, 62,3 года у женщин);
- заражённость вирусом иммунодефицита (ВИЧ) — 1,3 % (оценка 2019, 4-е место в мире).

Этнический состав: более 200—400 аборигенных народов и племён. Народности: хауса — 30 %, йоруба — 15,5 %, игбо (ибо) и иджо — 17 %, фулани — 6 %, канури — 2,4 %, тив — 2,4 %, ибибио — 1,8 %, другие — 24,8 % (на 2018 год).
Грамотность населения старше 15 лет — 62 % (71,3 у мужчин, 52,7 у женщин, оценка 2018). В стране существует особый праздник, отмечаемый 8 сентября, — День грамотности.

### Языки
Официальным языком Нигерии является английский; среди населения также широко распространены языки эдо, эфик, адавама фульфульде, хауса, идома, игбо, центральный канури, йоруба. Всего в Нигерии насчитывается 527 языков, из которых 512 являются живыми, два являются вторыми без носителей языка, 11 — мёртвыми. Среди нигерийских мёртвых языков: аява, баса-гумна, холма, ауйокава, гамо-нинги, кпати, мава, куби и тешенава.
Знание английского языка нигерийцами, как и в целом в Африке, зависит от уровня образования (английским, в основном, владеют окончившие начальную школу), рода деятельности и местности проживания (в городах уровень владения языком выше, чем в сельской местности).
Местные языки используются в основном для общения и в средствах массовой информации, некоторые языки также преподаются в школах. Бо́льшая часть населения страны владеет двумя и более языками.
Для различных языков Нигерии в 1980-е годы был разработан паннигерийский алфавит на основе латинского. В целом, латиница используется на территории страны с конца XIX века.

### Религиозный состав
Верующие по данным 2018 года: мусульмане — 53,6 %, христиане — 45,9 %, другие религии и нерелигиозные — около 6 %.
Страна занимает первое место в Африке по численности мусульман. Ислам преобладает на севере и западе страны среди народов хауса, фульбе, канури, сонгай, а также распространён в юго-западной её части, среди народа йоруба. Религиозного единства среди мусульман нет, наиболее распространён ислам суннитского направления, преимущественно маликитской религиозно-правовой школы. С 1999 года в 12 штатах Нигерии действуют законы шариата: в девяти полностью, ещё в трёх в местах компактного проживания мусульман.
Христианство распространено на юге и востоке страны. Его исповедуют народы йоруба, игбо, бини, иджо ибибио, аннанг, эфик и др. Крупнейшими христианскими конфессиями являются англикане (20 %), католики (10,6 %) и пятидесятники (15,3 %).
Местных традиционных религий на 2010 год придерживались 13 млн жителей Нигерии — в основном, это племена в центральных и южных районах страны. Их количество неуклонно падает, ныне, вместе с другими религиями, их менее 5 % населения страны. Среди других религиозных групп следует отметить бахаистов, буддистов и иудеев.
Атеизм и нерелигиозность не являются распространёнными, в штатах с шариатом запрещены полностью, на юге страны также не приветствуются, однако считается приемлемым осуждение клерикализма.

#### Религиозные столкновения в Нигерии
Религиозные столкновения происходят между представителями различных религиозных групп, такими как мусульмане и христиане. Правительство Нигерии регулярно посылает войска и полицию, чтобы пресечь массовые убийства.
Одной из значительных серий массовых убийств на религиозной почве стало уничтожение шестнадцати городов и деревень на севере Нигерии в штате Борно в начале января 2015 года боевиками радикальной исламистской организации «Боко харам», выступающей за введение шариата на всей территории страны. Боевики этой организации также неоднократно похищали людей, в том числе несовершеннолетних из школ, самым массовым стало массовое похищение в Чибоке не менее 276 школьниц.

## Экономика

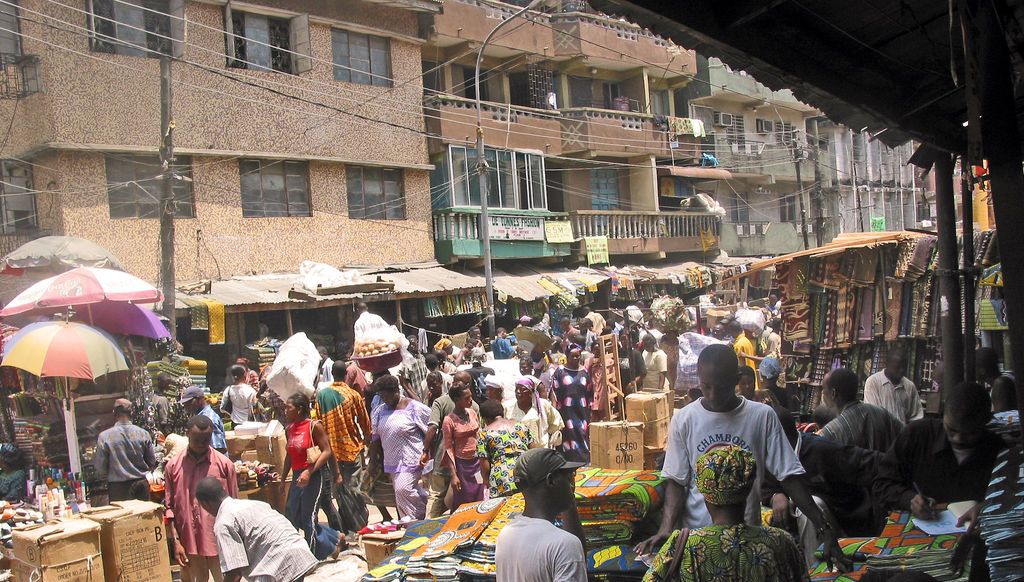
Рынок в Лагосе

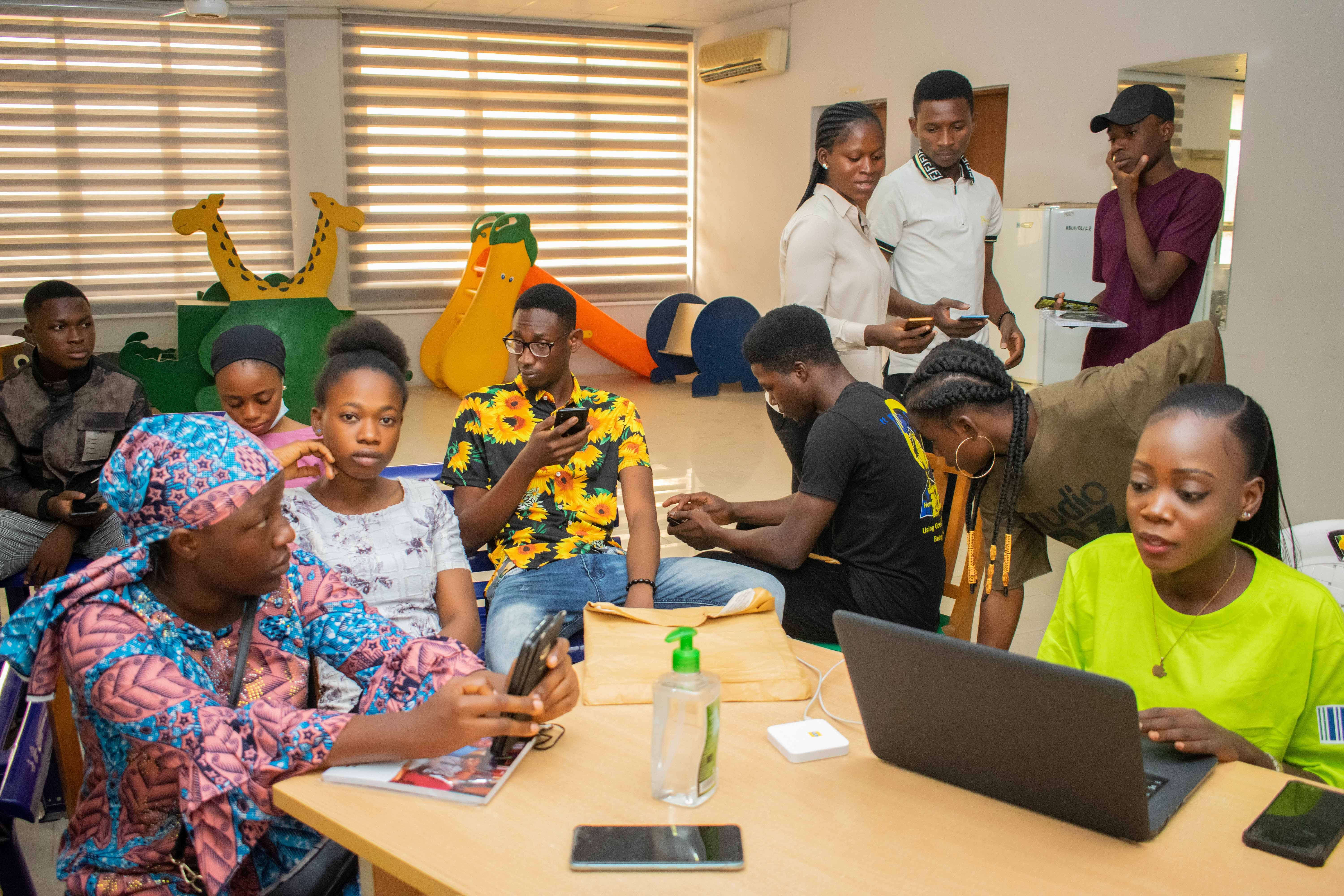
Молодые нигерийцы, использующие современные устройства

### Общая характеристика
Денежная единица — нигерийская найра — была введена в обращение на территории страны с 1 января 1973 года, заменив нигерийский фунт.
Богатая нефтью, Нигерия долгое время страдала от политической нестабильности, коррупции, неразвитой инфраструктуры и плохого управления экономикой. Прежние военные правители Нигерии не смогли диверсифицировать экономику, чтобы избавить страну от её полной зависимости от нефтяного сектора, который давал до 95 % валютных доходов и обеспечивал 80 % доходной части государственного бюджета. В связи с этим гражданское правительство было вынуждено пойти на новые меры: в частности, на приватизацию крупнейших нефтеперерабатывающих предприятий страны, отменило регулирование властями цен на многие товары, включая нефтепродукты, доверившись рыночному механизму их определения. Правительство поощряет развитие инфраструктуры в стране частным сектором, особо уделяется внимание агропромышленному сектору. На 2019 год зависимость несколько снизилась, но всё равно составляют более 80 % экспортной выручки.
ВВП на душу населения в 2019 году 5,967 тыс. долл (144-е место в мире). Нигерийская экономика является крупнейшей экономикой Африки по размеру ВВП. Тем не менее, по данным Книги фактов ЦРУ, 70 % населения страны на 2010 год живёт за чертой бедности. Бюджет при этом страдает от недостатка ресурсов. По оценкам, в северо-восточных регионах 75 % населения живёт ниже уровня бедности, что примерно вдвое превышает показатель южных регионов страны. В сельском хозяйстве занято 70 % работающих, в промышленности — 10 %, в сфере обслуживания — 20 %, при этом ВВП состоит на 56,4 % из услуг, на 22 % из промышленности и лишь на 21,1 % из сельского хозяйства.
Уровень инфляции в 2019 году составил 11,3 %.

### Сельское хозяйство
Культивируются какао, арахис, кукуруза, рис, сорго, просо, кассава (тапиока), ямс, каучук, персик, нектарин, слива, черешня, вишня, цитрусовые, томаты, огурцы, перец и другие овощи и фрукты. Активно идут посадки яблонь и груш. Разводится скот: овцы, козы, свиньи. Развито рыболовство.

### Промышленность
Добыча нефти, газа, угля, олова, колумбита. Производство пальмового масла, хлопка, резины, лесоматериалов. Обработка шкур и кожи, производство текстиля, цемента и других стройматериалов. Пищевая промышленность, производство обуви химической продукции и удобрений. Производство алюминия. Производство автомобилей под маркой IVM.

#### Нефтяная промышленность
Нефть обнаружена в Нигерии в 1901 году. Промышленная разработка месторождений началась в 1956 году, с 1960-х нефть является основой экономики страны.
С 1971 года Нигерия является членом ОПЕК. В 2007 году занимала 8-е место по экспорту нефти в мире. В 2015 году добыча нефти составила 111,3 млн тонн (2,322 млн баррелей в день, запасы 32,1 миллиард баррелей). Квота Нигерии в ОПЕК составляет 2,224 млн баррелей в день. Нигерия регулярно превышает эту квоту и просит повысить её официально.
65 % добываемой нефти — лёгкие сорта с низким содержанием серы. Основные экспортные сорта: Bonny Light oil и Forcados от одноимённой местности.
Нефтедобычей занимаются совместные предприятия Нигерийской национальной нефтяной компании (Nigerian National Petroleum Company, NNPC), которая с 1979 года контролирует не менее 60 % нефтедобычи, и транснациональной корпораций Shell, которая регулярно получает штрафы из-за загрязнения окружающей среды и нанесения большого вреда экономике страны.
В целом, нефтяной сектор даёт Нигерии по крайней мере 14 % ВВП.
С начала XXI века деятельности иностранных компаний препятствуют неправительственные вооружённые формирования, как например, МЕНД, Парни Бакасси, Африканские парни Эгбесу, Народные добровольческие отряды дельты Нигера, осуществляющие взрывы и захваты иностранных работников (экспатов) в заложники. В 2009 году, на фоне мировой рецессии, сообщалось, что нападения нигерийских боевиков на нефтедобывающие сооружения оказывали существенное влияние на цены мирового нефтяного рынка.

### Транспорт и коммуникации

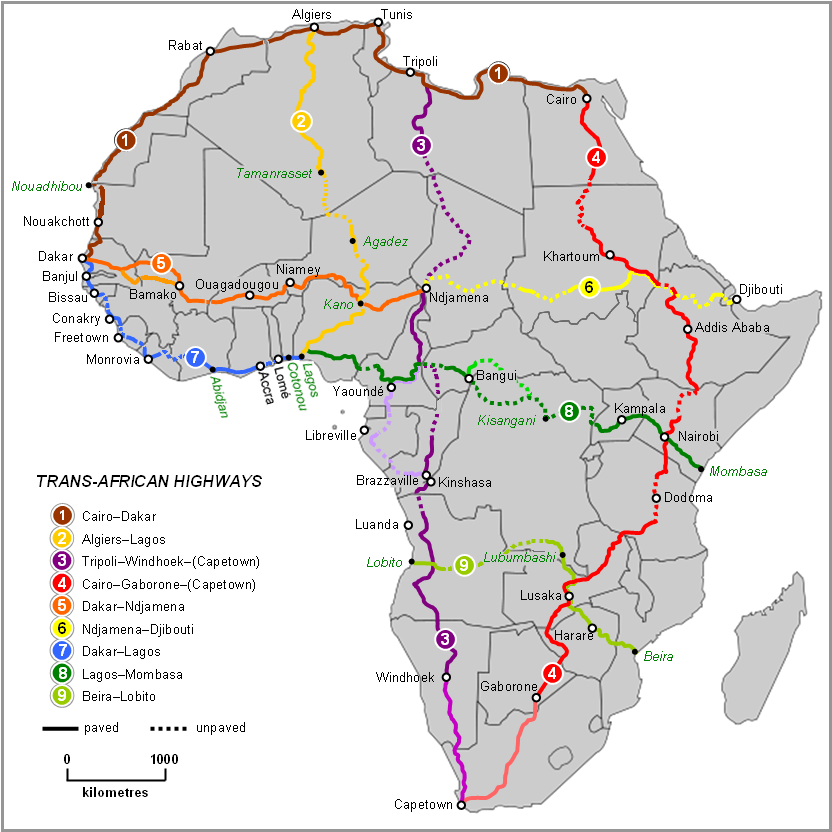
Трансафриканские дороги

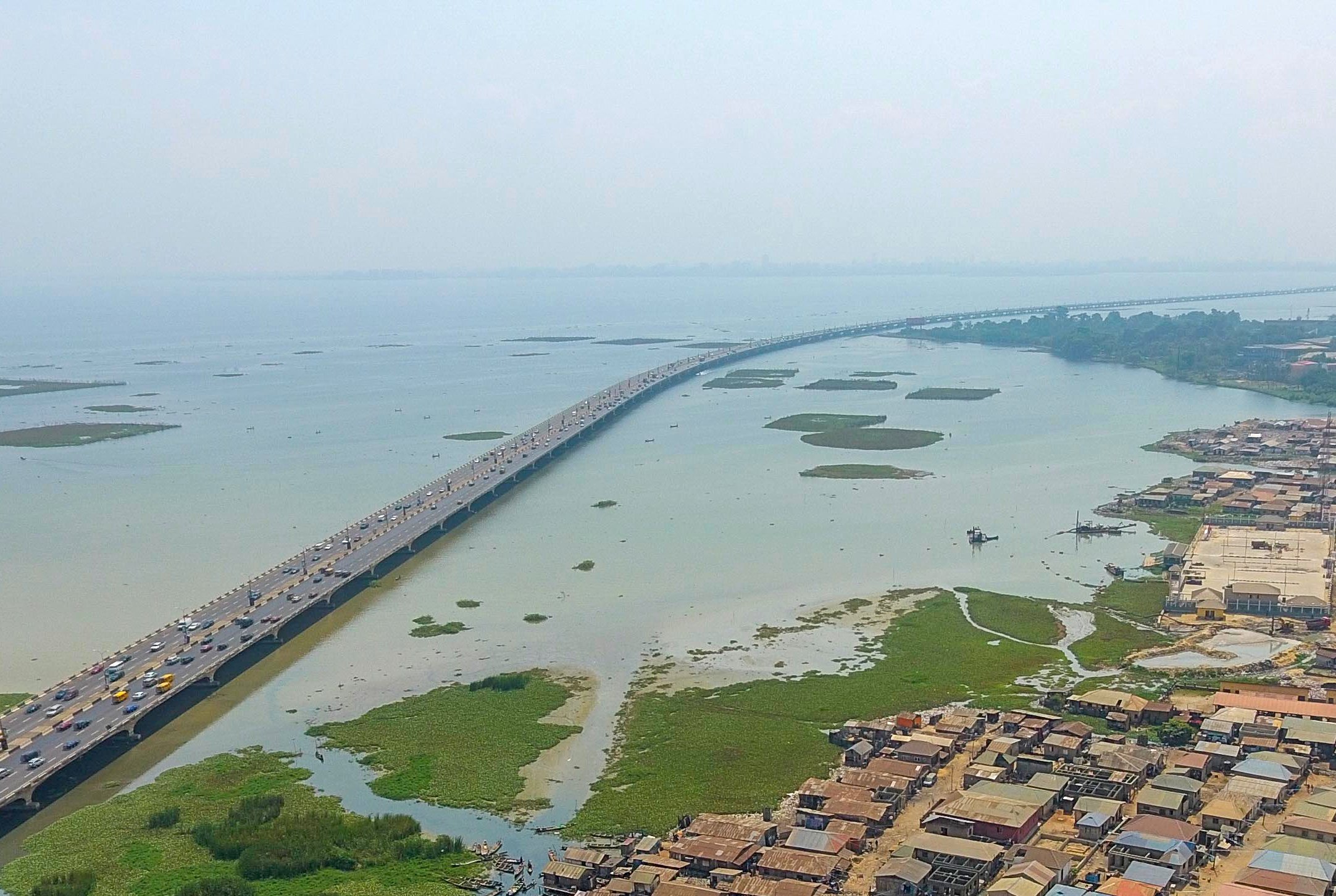
Асфальтированный мост

Через Нигерию проходит четыре трансафриканских автомобильных маршрута:
- Транссахарское шоссе
- Транссахельское шоссе
- Западноафриканское береговое шоссе[англ.]
- Шоссе Лагос-Момбаса

В стране хорошо, относительно остальной Африки, развит автомобильный и железнодорожный транспорт.

### Связь
Связь в стране развивается, имеется свыше 73 миллионов абонентов мобильной связи.
В сентябре 2003 года с космодрома Плесецк (Россия) запущен нигерийский спутник NigeriaSat-1, для участия в международной системе мониторинга Земли Disaster Monitoring Constellation. Нигерия стала третьей, после ЮАР и Алжира, страной континента, имеющей собственный космический аппарат.

### Туризм
Туризм — одна из важных составляющих бюджета страны. В стране есть тропические леса, саванны, водопады, множество объектов, имеющих культурное и историческое значение. Однако ряд регионов страны страдает от нехватки электроэнергии, плохого качества дорог и грязной питьевой воды.

### Внешняя торговля
Экспорт в 2019 году составил 53,6 млрд долларов (на 18 % меньше, чем в предыдущем). Импорт — 47,37 млрд долларов (на 10,1 % больше, чем в 2018).
Основными статьями экспорта являются нефть и нефтепродукты (87 %, 46 млрд долларов), суда, лодки и плавучие конструкции (5,93 %, 3,18 млрд долларов), продукты сельского хозяйства, включая какао и табак (1,4 % в совокупности, 827 миллионов долларов). Объём экспортируемой нефти сильно превышает объём импортируемой, также Нигерия постоянно превышает свою квоту в ОПЕК и регулярно просит её повысить. Импорт состоит, в основном, из ядерных реакторов и топлива (18,9 %, 8,97 млрд долларов), минерального топлива, включая нефть (15,5 %, 7,37 млрд долларов), транспортных средств (11,8 %, 5,62 млрд долларов), электромашин (7,83 %, 3,71 млрд долларов) и измерительных, офтальмологических и прочих точных приборов (7,08 %, 3,35 млрд долларов).
Основными потребителями экспорта являются Индия — 15,4 %, Испания — 9,91 %, Нидерланды — 9,07 %, Гана — 7,46 %, Франция — 6,62 %, ЮАР — 5,87 % и США — 5,26 %. Большая часть импорта поступает из Китая — 25 %. Индии — 12 %, США — 9,87 %, Нидерландов — 7,37 %, Бельгии — 5 % и Эсватини — 3,28 %.
Резервы иностранной валюты и золота в стране 38,77 млрд долларов на 2017 год.

## Культура

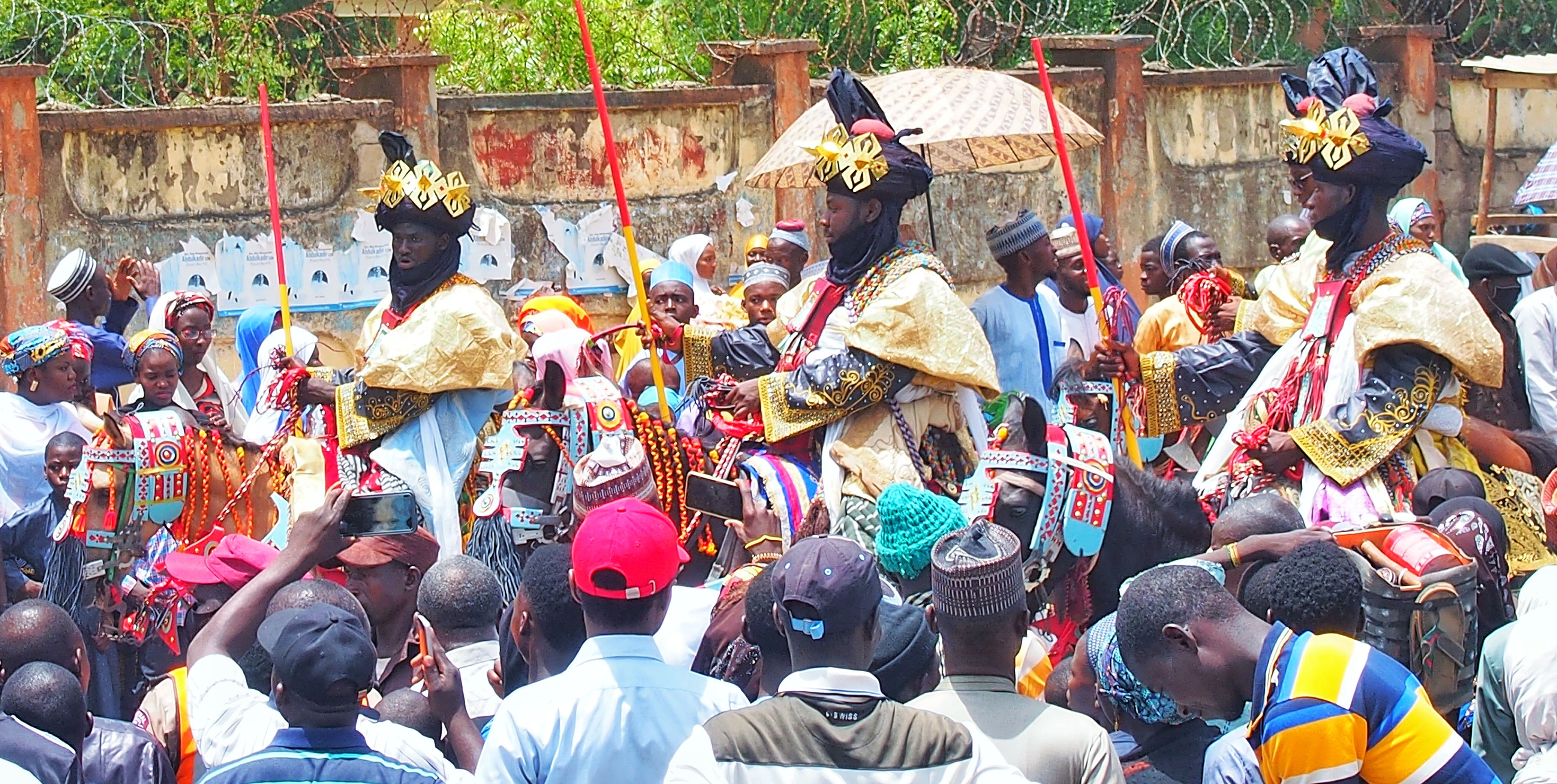
Нигерийцы на праздновании

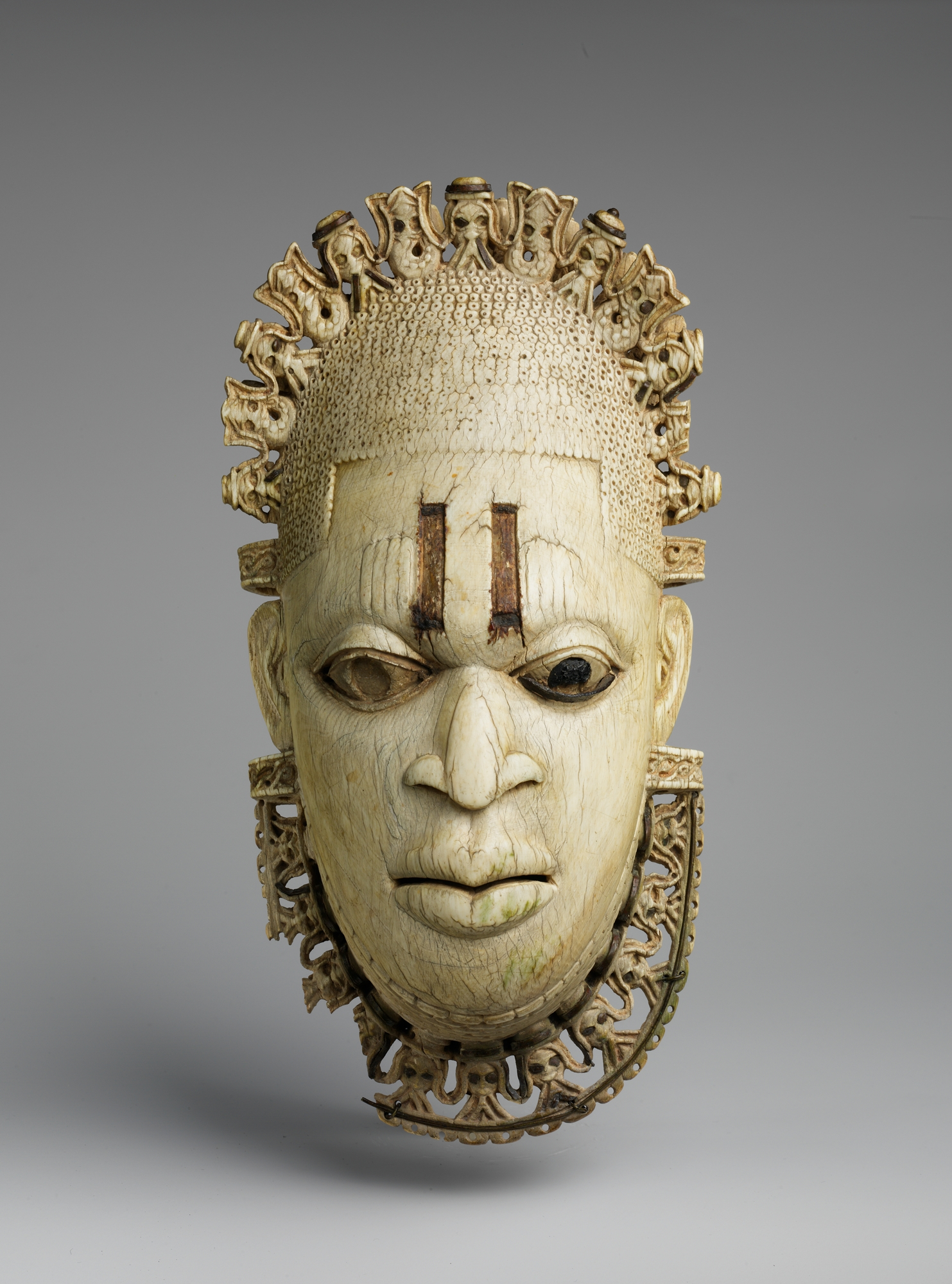
Маска из слоновой кости

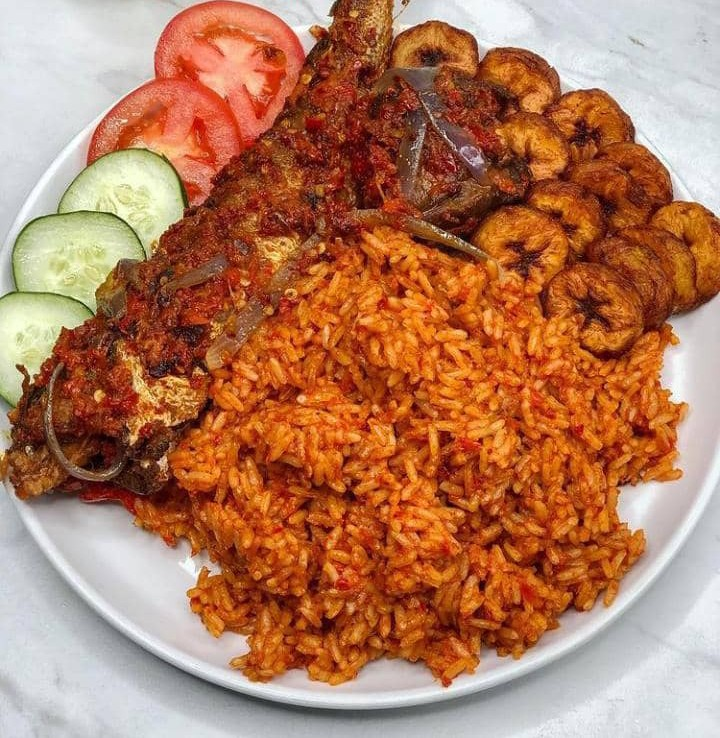
Нигерийское кушанье

### Кинематограф
Нигерия находится на втором месте в мире по количеству выпускаемых полнометражных фильмов (872 фильма в 2006 году), уступая только Индии (1091 фильм) и обходя США (485 фильмов). Нигерийскую киноиндустрию по аналогии с Голливудом называют Нолливудом. Средняя стоимость производства полнометражной киноленты в Нигерии составляет около 15 000 долларов.

### Спорт

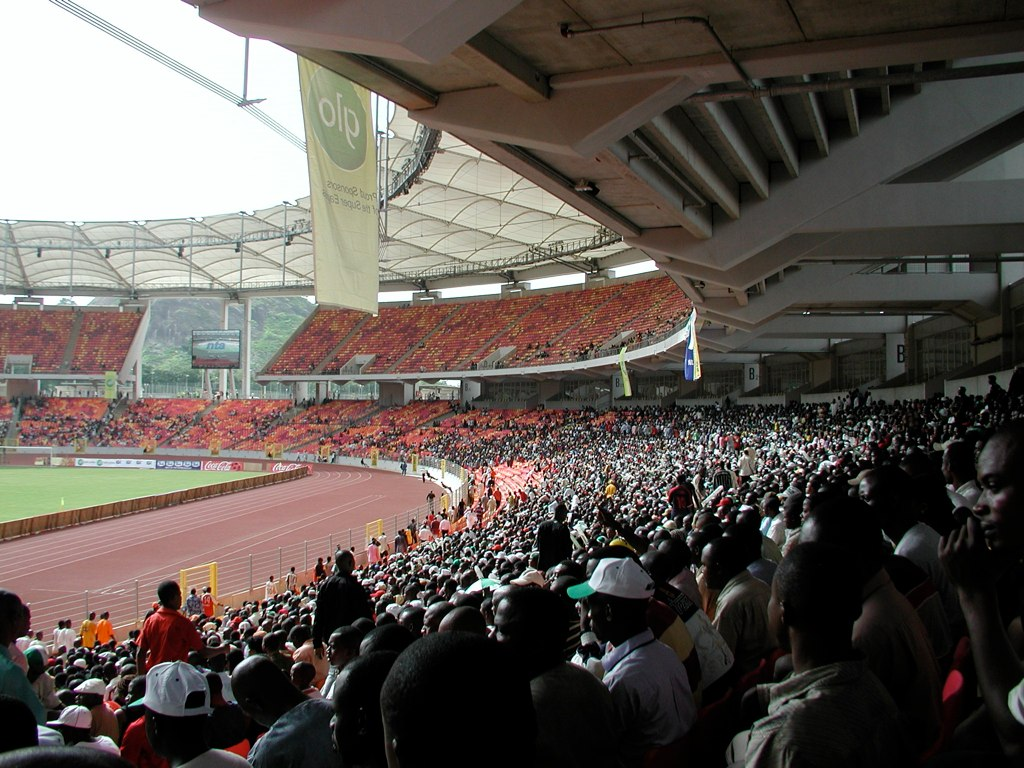
Стадион в Абудже

Национальный вид спорта, как и во многих странах, футбол. Национальная футбольная команда Нигерии добилась значительных успехов: она принимала участие в 6 чемпионатах мира (в 1994, 1998, 2002, 2010, 2014 и 2018 годах), выиграла Кубок Африки в 1980, 1994 и 2013 годах. В 1996 году Нигерия выиграла золото на Олимпийских играх, победив в финале Аргентину. Кроме того, молодёжная сборная Нигерии (до 20 лет) является серебряным призёром чемпионата мира 1989 и 2005 годов, а юношеская команда Нигерии (до 17 лет) четырежды побеждала в чемпионатах мира (1985, 1993, 2007, 2013) и ещё три раза доходила до финала (1987, 2001, 2009). Многие нигерийские футболисты играют в европейских чемпионатах.
С 1952 года нигерийские спортсмены принимают участие в Олимпийских играх. К 2024 году атлеты из Нигерии завоевали 27 медалей, более половины из которых (14) выиграны легкоатлетами, в том числе 2 золотые. В XXI веке нигерийцы пока золотых медалей не выигрывали.

### СМИ
Государственная телекомпания NTA (Nigerian Television Authority — Нигерийское телевизионное управление), включает в себя одноимённый телеканал, государственная радиокомпания FRCN (Federal Radio Corporation of Nigeria — Федеральная радиокорпорация Нигерии), включает в себя радиостанции Radio Nigeria и региональные радиостанции, создана в 1978 году путём объединения NBC (Nigerian Broadcasting Corporation — Нигерийская радиовещательная корпорация) и BCNN (Broadcasting Corporation of Northern Nigeria — Радиовещательная корпорация Северной Нигерии).
Эфирное наземное телевещание осуществляется в формате DVB-T2

## Преступность

### Банды
Согласно индексу организованной преступности за 2021 год, составленному 120 экспертами, Нигерия — самая криминализированная страна Африки. В Нигерии базируются несколько крупных преступных группировок, действующих по всему миру. Одна из них, «Чёрный топор», имеет штаб-квартиру в Бенин-Сити. Другие известные банды: Eiye, Buccaneers, Pirates и Maphites.
В Нигерии довольно часто происходят похищения иностранных граждан с целью получения выкупа.
Широко известен феномен «нигерийский спам» или «нигерийские письма» — схема мошенничества, когда устанавливают связь по электронной почте и выманивают суммы денег порядка сотен или тысяч долларов в обмен на ожидание жертвой очень крупных сумм. Хотя занимаются этим видом преступного бизнеса также и представители других наций, однако изначально он получил широкое распространение именно в Нигерии.
С 2017 года идут протесты против действий подразделения полиции SARS, печально известного своими злоупотреблениями.

### Коррупция
По данным Chatham House, с момента обретения независимости в 1960 году из страны было незаконно выведено около 582 млрд долларов. Отдел по борьбе с международной коррупцией британской полиции (International Corruption Unit) с 2006 по 2019 год конфисковал $117 млн средств, незаконно выведенных из Нигерии. Антикоррупционное агентство Нигерии вернуло 28,88 миллиона долларов после начала расследования предполагаемого мошенничества в правительственном министерстве, ответственном за борьбу с бедностью. Представитель Комиссии по экономическим и финансовым преступлениям (EFCC) Деле Оевале заявил, что расследование, назначенное президентом, выявило «систему и сложную сеть мошеннических действий».